# 亚历山德里亚 (肯塔基州)
亚历山德里亚（英語：Alexandria），是美国肯塔基州的一座城市，與纽波特同為坎貝爾縣的縣城。建立于1793年，面积约为18.1平方公里（7平方英里）。根据2010年美国人口普查，该市的人口为8,477人。